# Viatxeslav Tsvetàiev
Viatxeslav Dmítrievitx Tsvetàiev (Maloarkhangelsk, óblast d'Oriol, 17 de gener de 1893 - 11 d'agost de 1950, Moscou) va ser un comandant militar soviètic, amb rang de coronel general, durant la Gran Guerra Patriòtica. Va ser nomenat Heroi de la Unió Soviètica el 1945

## Biografia
Viatxeslav Dmítrievitx Tsvetaiev va néixer en una família de ferroviaris. S'allistà a l'Exèrcit Imperial Rus el 1914, participant en la Primera Guerra Mundial. Arriba a comandar una companyia, amb rang de Porutxic de batalló. Després de la Revolució d'Octubre de 1917 s'uní a l'Exèrcit Roig, on arribaria a comandar una divisió durant la Guerra Civil Russa.
Després de la guerra, va ser nomenat comandant de divisió d'infanteria. Va combatre la revolta Basmatxi, a l'Àsia central. El 1922 va graduar-se dels cursos superiors per a personal d'alt comandament a l'Acadèmia Militar Frunze. Des de 1931 exerciria de professor a l'Acadèmia Frunze; i el 5 de desembre de 1935 va ser promogut a Comandant de Divisió.
Al febrer de 1937 va ser nomenat comandant de la 57a Divisió d'Infanteria; i el 5 de juliol de 1938, enmig de la Gran Purga, és arrestat sota sospites d'activitats d'espionatge. Va declarar-se no culpable dels càrrecs i, finalment, el 9 de setembre de 1939 va ser posat en llibertat.
Des de setembre de 1939 és Professor Titular i, des de gener de 1941, Cap de Departament a l'Acadèmia Militar Frunze.
Durant la Gran Guerra Pàtria, entre 1941 i 1942 va ser comandant de les forces del Setè Exèrcit, sots-comandant del Quart Exèrcit i comandant del Desè Exèrcit de Reserva. El 1943 va ingressar al PCUS. Entre desembre de 1942 i maig de 1944 comandà el 5è Exèrcit de Xoc, participant en l'alliberament de Stalingrad formant part del Front del Sud-oest. Després participaria en l'ofensiva de Rostov, al Donbàs i en l'Operació estratègica ofensiva d'Iasi-Kishinev. Entre maig i setembre de 1944 és nomenat Vice-comandant del 1r Front de Belarús, i al setembre comanda breument el Sisè Exèrcit, passant a comandar el mateix setembre i fins al final de la guerra el 33è Exèrcit.
Les tropes sota el seu comandament van participar en les batalles de Rostov, Melitopol, Nikopol, Krivoi,  Berezgovat-Snigirevskoj, Odessa, Vístula-Oder i Berlín.
El 6 d'abril de 1945, el coronel general Viatxeslav Dmítrievitx Tsvetaiev va ser nomenat pel Presidium del Soviet Suprem Heroi de la Unió Soviètica per l'hàbil direcció de les tropes durant l'ofensiva del Vístula-Oder.
Després de la guerra, el general Tsvetaiev va ser nomenat comandant del Grup de Forces del Sud i, des de gener de 1948, va exercir de comandant de l'Acadèmia Militar Frunze.
Viatxeslav Dmítrievitx Tsvetaiev va morir el 1950 i fou enterrat al cementeri Novodevitxi de Moscou.